# Верхне-Волжский заказник
Верхне-Волжский заказник — государственный природный региональный заказник зоологического профиля, относится к ключевым орнитологическим территориям.

## Расположение
Расположен в центре Ярославской области в Охотинском сельском поселении Мышкинского района и Слободском сельском поселении Угличского района.

## Границы и правовая основа
Площадь — 14 134,6 гектаров.
Границы:
- западная — вдоль правого берега Волги от деревни Васильки (9 км к северу от города Углича по автодороге на Рыбинск) до устья Юхоти напротив города Мышкина;
- северная — от Волги вверх по правому берегу Юхоти до деревни Семенково Мышкинского района;
- восточная — от Семенково вверх по правому берегу Улеймы до деревни Фалюково Угличского района;
- южная — от Фалюкова на запад по просёлочной дороге через деревню Фомино до Васильков.

Образован в соответствии с распоряжением исполкома Ярославского областного совета депутатов трудящихся от 28.06.63 № 381. Современные границы утверждены постановлением Администрации Ярославской области от 21.01.2005 № 8 «Об особо охраняемых природных территориях Ярославской области». Режим охраны установлен Положением о государственном заказнике «Верхне-Волжский», утверждённым постановлением Администрации Ярославской области от 15.12.2003 № 247 «О государственных зоологических заказниках Ярославской области».
Целью создания заказника было «сохранение, восстановление и воспроизводство ценных в хозяйственном, научном и культурном отношении диких охотничьих животных, редких и исчезающих видов охотничьих животных, сохранение среды их обитания, путей миграций, мест гнездования».

## Географические условия
Заказник расположен в Вареговском районе моренной равнины Калязино-Рыбинского Поволжья; в центральной части Московской синеклизы Восточно-Европейской (Русской) платформы.

### Гидрография
Территории заказника находится на водоразделе рек Волга, Юхоть и Улейма. Болотная зона занимает значительную часть, в основном болота верховые и переходные, из них наиболее крупные:
- Чёрное — 774 га;
- Тресковатое — 66 га;
- Грудинское — 28 га;
- Степачевское — 16 га.

### Климат
Климат умеренно континентальный, среднегодовая температура воздуха колеблется от 2,5 °С до 3,4 °С. Лето — относительно тёплое, короткое; зима — умеренно холодная, продолжительная. Самый холодный месяц — январь (средняя температура колеблется в пределах −10,5 °С … −12 °С), самый тёплый — июль (+17,5 °С… +18,5 °С). Чётко выражены осенний и весенний периоды.
Основная черта — умеренность температурного режима и увлажнения.

### Геологическое строение, рельеф, почвы
Геологическое строение: внизу складчатое основание из кристаллических пород архейского и протерозойского возраста; вверху осадочный комплекс из отложений юры и мела.
Поверхность выравненная. Абсолютные высоты: 120—130 м. Водоразделы плоские, не затронутые эрозией.
Почвы дерново-подзолистые и болотные, представленные большим количеством разновидностей.

## Растения и грибы
В заказнике зарегистрировано около 200 видов грибов, более 600 видов растений.
Преобладают лесные экосистемы, занимающие около 95 % площади. Лесообразующие породы — сосна обыкновенная и берёза бородавчатая. Основные типы сосновых лесов: сосняк кисличный, сосняк брусничный, сосняк орляковый, сосняк черничный, сосняк долгомошный, сосняк лишайниковый. Основные травы: кошачья лапка, ястребинка волосистая, сушеница лесная, плауны, папоротники, гудайера ползучая, пальчатокоренник пятнистый, пальчатокоренник Фукса, перелеска, молодило побегоносное, земляника мускусная и другие. Также представлены мхи и лишайники.
Болотные экосистемы занимают около 5 % площади. Верховые и переходные типы болотной растительности. Группировки верхового типа: сосново-кустарничковая, сосново-сфагновая и магелланикум. В переходном типе только сосново-сфагново-пушициевой группировка. Травы: пушица влагалищная, осоки топяная и заливная, росянки круглолистная и английская, марьянник луговой, клюквы болотная и мелкоплодная, морошка, голубика, очеретник белый, пальчатокоренник пятнистый и другие. Широко представлены сфагновые и зелёные мхи, а также лишайники.
В лесах много грибов: трубчатые — белый гриб сосновый и белый гриб берёзовый, козляк, синяк, грифола зонтичная, польский гриб, виды родов подосиновик, подберёзовик, маслёнок, моховик; пластинчатые — колпак кольчатый, лисичка, виды родов паутинник, сыроежка, волоконница, млечник (рыжики, грузди, белянка, волнушка, гладыш), свинушка, шампиньон, рядовка (зеленушка, рядовки белая и шелковистая), мокруха, мухомор, сморчок, лепиота, макролепиота.

## Насекомые
Зарегистрировано около 1500 видов насекомых.
Жесткокрылые (жуки): афодий краснокрылый (Aphodius fimetarius), бронзовка медная (Potosia cuprea), бронзовка мраморная (Liocola marmorata), быстряк шеститочечный (Agonum sexpunctatum), водолюб большой чёрный (Hydrophilus aterrimus), гониоктена ивовая (Gonioctena viminalis), гравер обыкновенный (Pityogenes chalcographus), грибожил тёмный (Bolitophagus reticulatus), древесинник многоядный (Trypodendron signatum), жужелица чёрная лесная (Carabus glabratus), златка четырёхточечная (Anthaxia quadripunctata), коровка глазчатая (Anatis ocellata), коровка тринадцатиточечная (Hippodamia tredecimpunctata), короед малый лиственничный (Orthotomicus laricis), лептура четырёхполосая (Leptura quadrifasciata), листоед двадцатиточечный (Chrysomela vigintipunctata), листоед ольховый золотой (Chrysomela aenea), листоед ольховый фиолетовый (Agelastica alni), листоед ошейниковый (Chrysomela collare), лубоед фиолетовый (Hylurgops palliatus), могильщик чернобулавый (Nicrophorus vespilloides), муравьежук обыкновенный (Thanasimus formicarius), навозник лесной (Geotrupes stercorosus), падучка чёрная (Adoxus obscurus), пахита ламед (Pachyta lamed), плотинник жёлтый (Nebria livida), птеростих обыкновенный (Pterostichus melanarius), птеростих чёрный (Pterostichus niger), рогач берёзовый (скромный) (Ceruchus chrysomelinus), рогач ивовый (Platycerus caprea), скрипун малый (Saperda populnea), слоник хвойный (Hylobius pinastri), толстоголовка матовая (Aclypaea opaca), усач большой чёрный еловый (Monochamus urussovii), усач лептура красногрудая (Leptura thoracica), хрущ майский восточный (Melolontha hippocastani), хрущик луговой (Anomala dubia), щелкун блестящий (Selatosomus aeneus), щитовидка большая (Peltis grossa), щитоноска бодяковая (Cassida vibex), эводин северный (Evodinellus borealis).
Чешуекрылые (бабочки): боярышница (Aporia crataegi), бражник глазчатый (Smerinthus ocellatus), бражник слепой (Smerinthus caecus), глазок чёрно-бурый (Aphantopus hyperanthus), голубянка икар (Polyommatus icarus), голубянка торфянниковая (Plebeius optilete), желтушка луговая (Colias hyale), желтушка торфяниковая (Colias palaeno), капустница (Pieris brassicae), крапивница (Aglais urticae), ленточник тополевый (Limenitis populi), лимонница (Gonepteryx rhamni), малая сатурния (Eudia pavonia), малинница (Callophrys rubi), махаон (Papilio machaon), медведица золотисто-жёлтая (Spilarctia lutea), мнемозина (Parnassius mnemosyne), монашенка (Lymanthria monacha), орденская лента голубая (Catocala fraxini), орденская лента неверная (Catocala adultera), павлиний глаз (Inachis io), перламутровка болотная (эуномия) (Boloria eunomia), перламутровка большая лесная (Argynnis paphia), перламутровка красивая (титания) (Boloria titania), перламутровка селена (Clossiana selene), перламутровка фиалковая (эфросина) (Boloria euphrosine), пестрокрыльница изменчивая (Araschnia levana), репница (Pieris rapae), сенница болотная (Coenonympha tullia), стрельчатка пятнистая (Panthea coenobita), траурница (Nymphalis antiopa), углокрыльница c-белое (Polygonia c-album), хохлатка буковая (Stauropus fagi).

## Позвоночные
Зарегистрировано около 150 видов позвоночных животных, которые представлены в основном южно-таёжным комплексом.
Земноводные: обыкновенный тритон, гребенчатый тритон, травяная лягушка, остромордая лягушка, прудовая лягушка и серая жаба; наиболее многочисленны серая жаба и травяная лягушка.
Пресмыкающиеся: живородящая ящерица, ломкая веретеница и обыкновенная гадюка; наиболее обычна живородящая ящерица.
Птицы очень разнообразны. Хищные: обыкновенный канюк, ястреб-тетеревятник, ястреб-перепелятник, обыкновенный осоед, чеглок, дербник. Пластинчатоклювые: чирок-свистунок и кряква. Курообразные: глухарь, тетерев и рябчик. Кулики: вальдшнеп, черныш, большой улит. Голубеобразные: вяхирь и обыкновенная горлица. Совы: длиннохвостая неясыть, серая неясыть, воробьиный сычик и ушастая сова. Дятлы: большой пёстрый дятел, желна, белоспинный дятел, трехпалый дятел, малый пёстрый дятел, седой дятел, зелёный дятел и вертишейка. Воробьинообразные: иволга, ворон, сорока, сойка, крапивник, лесной конёк, лесная завирушка, дрозд-рябинник, дрозд-белобровик и певчий дрозд, чёрный дрозд, деряба, зарянка, соловей, садовая горихвостка, длиннохвостая синица, серая и садовая славки, славка-черноголовка, садовая камышевка, зелёная пересмешка, пеночка-весничка, пеночка-трещотка, пеночка-теньковка и зелёная пеночка, ястребиная славка, желтоголовый королёк, серая мухоловка, мухоловка-пеструшка, обыкновенный поползень, большая синица, лазоревка, буроголовая гаичка, московка, обыкновенная пищуха, зяблик, чиж, снегирь, клест-еловик, овсянка-ремез. Прочие: обыкновенная кукушка, обыкновенный козодой, чёрный стриж.
Млекопитающие достаточно разнообразны. Насекомоядные: обыкновенный ёж, обыкновенный крот, обыкновенная и малая бурозубки. Хищные: волк, обыкновенная лисица, енотовидная собака, барсук, лесная куница, чёрный хорь, горностай, ласка, бурый медведь и рысь. Парнокопытные: лось и кабан. Грызуны: обыкновенная белка, малая лесная мышь, рыжая полёвка, полёвка-экономка. Прочие: заяц-беляк.
Вокруг деревень встречаются немногочисленные синантропные виды. Птицы: деревенская и городская ласточки, галка, скворец, грач, полевой воробей и сизый голубь. Млекопитающие: домовая мышь и серая крыса.

## Особо охраняемые объекты
Особо охраняемые природные объекты: живописный ландшафт на стрелке слияния рек Юхоть и Улейма, водоохранная зона протяжённостью 1 км.
Редкие виды: грибы: грифола зонтичная, подосиновик белый, синяк; растения: водяника чёрная, гудайера ползучая, дремлик болотный, ива черничная, ладьян трёхнадрезный, любка двулистная, клюква мелкоплодная, земляника зелёная, молодило побегоносное, морошка, осока двудомная, осока заливная, очеретник белый, пальчатокоренник мясо-красный, пальчатокоренник пятнистый, пальчатокоренник Фукса, перелеска благородная, росянка английская, поленика, тайник яйцевидный; насекомые: плотинник жёлтый, рогач берёзовый (скромный), бронзовка мраморная, пахита ламед, эводин северный, усач лептура красногрудая, орденская лента неверная, стрельчатка пятнистая, мнемозина, желтушка торфяниковая, перламутровка болотная (эуномия), перламутровка фиалковая (эфросина), перламутровка красивая (титания), сенница болотная, голубянка торфянниковая, малая сатурния, бражник слепой; птицы: обыкновенный осоед, дербник, воробьиный сычик, белоспинный дятел, трёхпалый дятел, седой дятел, зелёный дятел, чёрный дрозд, деряба, ястребиная славка, московка, овсянка-ремез; млекопитающие: рысь.
Охраняемые историко-культурные объекты:
- у д. Васильки: мезолитическая стоянка; селище 11—13 вв.; поселение 11—13 вв.;
- у д. Верхние Плостки: мезолитическая стоянка; селище раннего железного века (3 в. до н. э. — 3 в. н. э.);
- у д. Вороново: селище I 11—13 вв., 14—17 вв.; селище II 14—17 вв.;
- у д. Городищи: поселение сер. II тысячелетия до н. э.; селище раннего железного века (3 в. до н. э. — 3 в. н. э.), 10—13 вв.; курганный могильник 11—13 вв.;
- у д. Ивцино: селище 11—13 вв.; курганный могильник 11—13 вв.;
- у д. Кирьяново: селище 11—13 вв.; курганный могильник 11—13 вв.;
- у д. Костюрино: курганный могильник 11—13 вв.;
- у д. Раменье: селище 14—17 вв.;
- у д. Шавердино: селище I раннего железного века (3 в. до н. э. — 3 в. н. э.), 11—13 вв.; селище II 11—13 вв.